# Juventus Football Club 1983-1984
Questa voce raccoglie le informazioni riguardanti la Juventus Football Club nelle competizioni ufficiali della stagione 1983-1984.

## Stagione
(Adalberto Bortolotti, 31 maggio 1995)

Stante un Furino al tramonto della carriera, dall'estate 1983 Gaetano Scirea (nella foto) divenne il capitano della squadra.

Nell'estate 1983 lasciarono la Juventus due bandiere del precedente decennio come Zoff e Bettega: il primo, all'età di quarantuno anni, chiuse definitivamente la sua lunga e plurivittoriosa carriera entrando nei ranghi della società come preparatore dei portieri, mentre il secondo scelse di trascorrere in Canada, ai Toronto Blizzard, il suo ultimo anno da calciatore. I rispettivi posti nell'undici titolare furono presi da Stefano Tacconi, promettente portiere arrivato dall'Avellino, il quale vinse la concorrenza interna di Bodini, e da Domenico Penzo, punta che ben aveva figurato nelle precedenti stagioni tra le file del Verona.
Nonostante queste due importanti defezioni, il club sabaudo poté far leva sul talento e sulle giocate della coppia offensiva Boniek-Platini, ormai sempre più rodata, nonché sulla positiva stagione anche in chiave realizzativa di Rossi, tornando così alla vittoria del campionato italiano. Dopo un'iniziale corsa a tre coi campioni uscenti della Roma e con l'outsider Verona, nel girone di ritorno i bianconeri seppero allungare in testa alla graduatoria lasciandosi dietro le inseguitrici, vincendo abbastanza agevolmente il ventunesimo scudetto della loro storia; la matematica certezza del titolo giunse con un turno di anticipo, grazie a un pareggio interno contro l'Avellino che portò a quattro i punti di vantaggio sui giallorossi.
A corollario del successo tricolore, Le Roi Platini vinse per la seconda volta consecutiva la classifica marcatori del torneo, con 20 reti, superando di una lunghezza il brasiliano Zico dell'Udinese. Da ricordare inoltre l'incontro vinto a Catania il 20 novembre, che fino al 2004 rimase l'ultimo giocato in Sicilia dalla Vecchia Signora – che tuttavia, nel 1997, sceglierà eccezionalmente Palermo come campo casalingo per la finale di ritorno della Supercoppa UEFA.
Altrettanto positivo fu il cammino in Europa dove il club torinese colse la sua seconda affermazione internazionale, nonché il suo secondo double continentale, dopo quello del 1976-1977, mettendo in bacheca per la prima e unica volta la Coppa delle Coppe, conquistata superando 2-1 il Porto nella vittoriosa finale di Basilea; tra i maggiori artefici del successo europeo ci fu Beniamino Vignola, la cosiddetta riserva "di lusso" di Platoche, che contro i lusitani mise a referto un gol e un assist, e che anche in Serie A seppe ritagliarsi un importante spazio nel momento decisivo della stagione.
La Coppa Italia vide invece i piemontesi uscire agli ottavi per mano della rivelazione Bari, formazione di Serie C1 poi sorprendente semifinalista dell'edizione.

## Divise e sponsor

Beniamino Vignola, rincalzo che seppe emergere tra i protagonisti dell'annata, qui con indosso la seconda divisa juventina portata al debutto nel 1983, gialloblù come le tinte torinesi.

Lo sponsor tecnico per la stagione 1983-1984 fu Kappa, mentre lo sponsor ufficiale fu Ariston.
In questa stagione, alla classica divisa casalinga a strisce verticali bianconere, con pantaloni e calze bianche, fece da contraltare il debutto di una nuova muta da trasferta: la Juventus abbandonò infatti il completo di cortesia blu che utilizzava ormai dai primi anni 1970, presentando una nuova uniforme gialloblù; questa, che riprendeva i due colori comunali della Città di Torino – e in breve divenne tra le più iconiche mute da trasferta della squadra piemontese –, era composta da maglia e calzettoni gialli, spezzati da pantaloncini blu. Il succitato completo blu venne declassato a terza scelta, e vestito fugacemente solo nel precampionato.
| Casa | Trasferta | Terza divisa |

Sul petto di tutte le casacche, all'altezza del cuore, era presente la "scatolina" bordata d'oro atta a contenere le allora due stelle.
| 1ª portiere | 2ª portiere |

## Organigramma societario
Area direttiva
- Presidente: Giampiero Boniperti
- General Manager: Pietro Giuliano
- Segretario: Sergio Secco

Area sanitaria
- Medico sociale: Francesco La Neve
- Massaggiatori: Luciano De Maria e Valerio Remino

Area tecnica
- Direttore sportivo: Francesco Morini
- Allenatore: Giovanni Trapattoni
- Allenatore in 2ª: Romolo Bizzotto
- Allenatore «Primavera»: Francesco Grosso

## Rosa
| N. |                       | Ruolo | Calciatore                |
| -- | --------------------- | ----- | ------------------------- |
|    | Italia (bandiera)     | P     | Luciano Bodini            |
|    | Italia (bandiera)     | P     | Stefano Tacconi           |
|    | Italia (bandiera)     | D     | Sergio Brio               |
|    | Italia (bandiera)     | D     | Antonio Cabrini           |
|    | Italia (bandiera)     | D     | Nicola Caricola (II)      |
|    | Italia (bandiera)     | D     | Claudio Gentile           |
|    | Italia (bandiera)     | D     | Gaetano Scirea (capitano) |
|    | San Marino (bandiera) | C     | Massimo Bonini            |
|    | Italia (bandiera)     | C     | Giuseppe Furino           |

| N. |                    | Ruolo | Calciatore        |
| -- | ------------------ | ----- | ----------------- |
|    | Italia (bandiera)  | C     | Giovanni Koetting |
|    | Italia (bandiera)  | C     | Cesare Prandelli  |
|    | Italia (bandiera)  | C     | Marco Tardelli    |
|    | Italia (bandiera)  | C     | Roberto Tavola    |
|    | Italia (bandiera)  | C     | Beniamino Vignola |
|    | Polonia (bandiera) | A     | Zbigniew Boniek   |
|    | Italia (bandiera)  | A     | Domenico Penzo    |
|    | Francia (bandiera) | A     | Michel Platini    |
|    | Italia (bandiera)  | A     | Paolo Rossi       |

## Risultati

### Serie A

#### Girone di andata
| Arbitro: | Paparesta (Bari) |

|                                                                  |           |  |
| Rossi 11’, 25’ Penzo 34’, 90’ Platini 43’, 51’ (rig.) Boniek 82’ | Marcatori |  |

| Pisa 18 settembre 1983, ore 16:00 CEST 2ª giornata | Pisa          | 0 – 0 referto | Juventus | Arena Garibaldi\| Arbitro: \| Longhi (Roma) \| |
| Arbitro:                                           | Longhi (Roma) |               |          |                                                |

| Arbitro: | Pieri (Genova) |

|                       |           |  |
| Cabrini 55’ Rossi 88’ | Marcatori |  |

| Arbitro: | Bergamo (Livorno) |

|  |           |             |
|  | Marcatori | 42’ Platini |

| Arbitro: | Lo Bello (Siracusa) |

|                      |           |                   |
| Platini 5’ Rossi 18’ | Marcatori | 79’ (rig.) Baresi |

| Arbitro: | D'Elia (Salerno) |

|                          |           |             |
| Dossena 60’ Selvaggi 76’ | Marcatori | 67’ Cabrini |

| Arbitro: | Lanese (Messina) |

|           |           |                            |
| Rossi 37’ | Marcatori | 50’ (rig.) Brady 75’ Galia |

| Arbitro: | Redini (Pisa) |

|                          |           |                  |
| Boniek 8’ Rossi 32’, 83’ | Marcatori | 38’ (rig.) Iorio |

| Arbitro: | Barbaresco (Cormons) |

|  |           |                       |
|  | Marcatori | 77’ Rossi 89’ Platini |

| Arbitro: | Lo Bello (Siracusa) |

|                                |           |                                            |
| Antognoni 12’ Bertoni 47’, 56’ | Marcatori | 2’ Bonini 27’ Platini 76’ (aut.) Contratto |

| Arbitro: | Casarin (Milano) |

|                       |           |                      |
| Platini 72’ Penzo 77’ | Marcatori | 62’ Conti 90’ Pruzzo |

| Arbitro: | Bergamo (Livorno) |

|                         |           |                      |
| Galparoli 9’ Virdis 29’ | Marcatori | 7’ Rossi 73’ Platini |

| Arbitro: | Pieri (Genova) |

|                         |           |  |
| Platini 44’ Vignola 83’ | Marcatori |  |

| Arbitro: | Barbaresco (Cormons) |

|             |           |                       |
| Colomba 15’ | Marcatori | 14’ Platini 86’ Penzo |

| Arbitro: | Agnolin (Bassano del Grappa) |

|                                                    |           |                            |
| Platini 23’ Cabrini 33’ Penzo 62’ Rossi 75’ (rig.) | Marcatori | 29’ Briaschi 59’ Benedetti |

#### Girone di ritorno
| Ascoli Piceno 15 gennaio 1984, ore 14:30 CET 16ª giornata | Ascoli           | 0 – 0 referto | Juventus | Stadio Cino e Lillo Del Duca\| Arbitro: \| Casarin (Milano) \| |
| Arbitro:                                                  | Casarin (Milano) |               |          |                                                                |

| Arbitro: | Ballerini (La Spezia) |

|                                            |           |                 |
| Vianello 12’ (aut.) Boniek 24’ Platini 26’ | Marcatori | 80’ Criscimanni |

| Arbitro: | Bergamo (Livorno) |

|             |           |             |
| De Rosa 74’ | Marcatori | 28’ Platini |

| Arbitro: | Pieri (Genova) |

|                                        |           |             |
| Piscedda 12’ (aut.) Platini 63’ (rig.) | Marcatori | 71’ Laudrup |

| Arbitro: | Lo Bello (Siracusa) |

|  |           |                                   |
|  | Marcatori | 13’ Platini 65’ Rossi 84’ Vignola |

| Arbitro: | Bergamo (Livorno) |

|                  |           |              |
| Platini 66’, 76’ | Marcatori | 55’ Selvaggi |

| Arbitro: | Casarin (Milano) |

|                  |           |                    |
| Brady 59’ (rig.) | Marcatori | 84’ (rig.) Platini |

| Arbitro: | D'Elia (Salerno) |

|                                |           |            |
| Iorio 52’ (rig.) Galderisi 66’ | Marcatori | 1’ Platini |

| Arbitro: | Ballerini (La Spezia) |

|                 |           |  |
| Scirea 33’, 38’ | Marcatori |  |

| Arbitro: | Barbaresco (Cormons) |

|                    |           |  |
| Vignola 90’ (rig.) | Marcatori |  |

| Roma 15 aprile 1984, ore 15:30 CEST 26ª giornata | Roma             | 0 – 0 referto | Juventus | Stadio Olimpico\| Arbitro: \| Casarin (Milano) \| |
| Arbitro:                                         | Casarin (Milano) |               |          |                                                   |

| Arbitro: | Pieri (Genova) |

|                            |           |                    |
| Rossi 15’ Vignola 51’, 67’ | Marcatori | 41’ Mauro 42’ Zico |

| Arbitro: | Agnolin (Bassano del Grappa) |

|                      |           |                         |
| Altobelli 45’ (rig.) | Marcatori | 24’ Cabrini 37’ Platini |

| Arbitro: | Paparesta (Bari) |

|           |           |                    |
| Rossi 20’ | Marcatori | 72’ (rig.) Colomba |

| Arbitro: | Casarin (Milano) |

|                                |           |            |
| Vignola 10’ (aut.) Bosetti 89’ | Marcatori | 7’ Cabrini |

### Coppa Italia

#### Fase a gironi
| Arbitro: | Ballerini (La Spezia) |

|           |           |  |
| Mauti 42’ | Marcatori |  |

| Arbitro: | Agnolin (Bassano del Grappa) |

|                  |           |                           |
| Messina 29’, 47’ | Marcatori | 84’ Cabrini 90+1’ Platini |

| Arbitro: | Lanese (Messina) |

|           |           |  |
| Penzo 56’ | Marcatori |  |

| Arbitro: | Bianciardi (Siena) |

|                             |           |            |
| Platini 12’ Boniek 16’, 50’ | Marcatori | 53’ Fracas |

| Arbitro: | D'Elia (Salerno) |

|                   |           |             |
| Boniek 55’ (aut.) | Marcatori | 56’ Cabrini |

#### Fase finale
| Arbitro: | Magni (Bergamo) |

|            |           |                         |
| Scirea 65’ | Marcatori | 27’ Messina 90+1’ Lopez |

| Arbitro: | Redini (Pisa) |

|                                     |           |                          |
| Messina 23’ (rig.) Lopez 90’ (rig.) | Marcatori | 53’ Platini 81’ Tardelli |

### Coppa delle Coppe UEFA
| Arbitro: | Fernandes Nazaré |

|                                                     |           |  |
| Platini 18’, 26’ Penzo 24’, 28’, 60’, 67’ Rossi 75’ | Marcatori |  |

| Arbitro: | Hackett |

|                                       |           |                                   |
| Kowalczyk 50’ Kruszczyński 65’ (rig.) | Marcatori | 17’ Vignola 77’ Tavola 83’ Boniek |

| Arbitro: | Christov |

|                       |           |                        |
| Couriol 39’ N'Gom 90’ | Marcatori | 62’ Boniek 76’ Cabrini |

| Torino 2 novembre 1983, ore 20:30 CET Secondo turno - Ritorno | Juventus | 0 – 0 referto | Paris Saint-Germain | Stadio Comunale (53 610 spett.)\| Arbitro: \| Roth \| |
| Arbitro:                                                      | Roth     |               |                     |                                                       |

| Arbitro: | Nielsen |

|  |           |             |
|  | Marcatori | 90’ Vignola |

| Arbitro: | Igna |

|              |           |  |
| Tardelli 15’ | Marcatori |  |

| Arbitro: | Keizer |

|            |           |                 |
| Davies 35’ | Marcatori | 14’ (aut.) Hogg |

| Arbitro: | Ponnet |

|                      |           |               |
| Boniek 13’ Rossi 90’ | Marcatori | 70’ Whiteside |

| Arbitro: | Prokop |

|                        |           |           |
| Vignola 13’ Boniek 41’ | Marcatori | 29’ Sousa |

## Statistiche

### Statistiche di squadra
| Competizione      | Punti | In casa | In casa | In casa | In casa | In casa | In casa | In trasferta | In trasferta | In trasferta | In trasferta | In trasferta | In trasferta | Totale | Totale | Totale | Totale | Totale | Totale | DR  |
| Competizione      | Punti | G       | V       | N       | P       | Gf      | Gs      | G            | V            | N            | P            | Gf           | Gs           | G      | V      | N      | P      | Gf     | Gs     | DR  |
| ----------------- | ----- | ------- | ------- | ------- | ------- | ------- | ------- | ------------ | ------------ | ------------ | ------------ | ------------ | ------------ | ------ | ------ | ------ | ------ | ------ | ------ | --- |
| Serie A           | 43    | 15      | 12      | 2       | 1       | 37      | 14      | 15           | 5            | 7            | 3            | 20           | 15           | 30     | 17     | 9      | 4      | 57     | 29     | +28 |
| Coppa Italia      | -     | 3       | 2       | 0       | 1       | 5       | 3       | 4            | 0            | 3            | 1            | 5            | 6            | 7      | 2      | 3      | 2      | 10     | 9      | +1  |
| Coppa delle Coppe | -     | 4       | 3       | 1       | 0       | 10      | 1       | 5            | 3            | 2            | 0            | 9            | 6            | 9      | 6      | 3      | 0      | 19     | 7      | +12 |
| Totale            | -     | 22      | 17      | 3       | 2       | 52      | 18      | 24           | 8            | 12           | 4            | 34           | 27           | 46     | 25     | 15     | 6      | 86     | 45     | +41 |

### Statistiche dei giocatori
| Giocatore    | Serie A  | Serie A | Serie A     | Serie A    | Coppa Italia | Coppa Italia | Coppa Italia | Coppa Italia | Coppa delle Coppe | Coppa delle Coppe | Coppa delle Coppe | Coppa delle Coppe | Totale   | Totale | Totale      | Totale     |
| Giocatore    | Presenze | Reti    | Ammonizioni | Espulsioni | Presenze     | Reti         | Ammonizioni  | Espulsioni   | Presenze          | Reti              | Ammonizioni       | Espulsioni        | Presenze | Reti   | Ammonizioni | Espulsioni |
| ------------ | -------- | ------- | ----------- | ---------- | ------------ | ------------ | ------------ | ------------ | ----------------- | ----------------- | ----------------- | ----------------- | -------- | ------ | ----------- | ---------- |
| L. Bodini    | 7        | -7      | ?           | ?          | -            | -            | -            | -            | -                 | -                 | -                 | -                 | 7        | -7     | 0+          | 0+         |
| Z. Boniek    | 27       | 3       | ?           | ?          | 6            | 2            | ?            | ?            | 9                 | 4                 | ?                 | ?                 | 42       | 9      | ?           | ?          |
| M. Bonini    | 29       | 1       | ?           | ?          | 7            | 0            | ?            | ?            | 9                 | 0                 | ?                 | ?                 | 45       | 1      | ?           | ?          |
| S. Brio      | 26       | 0       | ?           | ?          | 7            | 0            | ?            | ?            | 9                 | 0                 | ?                 | ?                 | 42       | 0      | ?           | ?          |
| A. Cabrini   | 29       | 5       | ?           | ?          | 6            | 2            | ?            | ?            | 9                 | 1                 | ?                 | ?                 | 44       | 8      | ?           | ?          |
| N. Caricola  | 20       | 0       | ?           | ?          | 3            | 0            | ?            | ?            | 5                 | 0                 | ?                 | ?                 | 28       | 0      | ?           | ?          |
| G. Furino    | 1        | 0       | ?           | ?          | 2            | 0            | ?            | ?            | -                 | -                 | -                 | -                 | 3        | 0      | 0+          | 0+         |
| C. Gentile   | 24       | 0       | ?           | ?          | 5            | 0            | ?            | ?            | 8                 | 0                 | ?                 | ?                 | 37       | 0      | ?           | ?          |
| G. Koetting  | 1        | 0       | ?           | ?          | 1            | 0            | ?            | ?            | -                 | -                 | -                 | -                 | 2        | 0      | 0+          | 0+         |
| D. Penzo     | 25       | 5       | ?           | ?          | 5            | 1            | ?            | ?            | 6                 | 4                 | ?                 | ?                 | 36       | 10     | ?           | ?          |
| M. Platini   | 28       | 20      | ?           | ?          | 7            | 3            | ?            | ?            | 8                 | 2                 | ?                 | ?                 | 43       | 25     | ?           | ?          |
| C. Prandelli | 17       | 0       | ?           | ?          | 5            | 0            | ?            | ?            | 4                 | 0                 | ?                 | ?                 | 26       | 0      | ?           | ?          |
| P. Rossi     | 30       | 13      | ?           | ?          | 7            | 0            | ?            | ?            | 9                 | 2                 | ?                 | ?                 | 46       | 15     | ?           | ?          |
| G. Scirea    | 30       | 2       | ?           | ?          | 7            | 1            | ?            | ?            | 9                 | 0                 | ?                 | ?                 | 46       | 3      | ?           | ?          |
| S. Tacconi   | 23       | -22     | ?           | ?          | 7            | -9           | ?            | ?            | 9                 | -7                | ?                 | ?                 | 39       | -38    | ?           | ?          |
| M. Tardelli  | 28       | 0       | ?           | ?          | 6            | 1            | ?            | ?            | 8                 | 1                 | ?                 | ?                 | 42       | 2      | ?           | ?          |
| R. Tavola    | 2        | 0       | ?           | ?          | 2            | 0            | ?            | ?            | 2                 | 1                 | ?                 | ?                 | 6        | 1      | ?           | ?          |
| B. Vignola   | 25       | 5       | ?           | ?          | 4            | 0            | ?            | ?            | 7                 | 3                 | ?                 | ?                 | 36       | 8      | ?           | ?          |